# Lespesia rufomaculata
Lespesia rufomaculata är en tvåvingeart som först beskrevs av Blanchard 1963.  Lespesia rufomaculata ingår i släktet Lespesia och familjen parasitflugor. Inga underarter finns listade i Catalogue of Life.